# اچ‌ام‌سی‌اس تن
اچ‌ام‌سی‌اس تن (به انگلیسی: HMCS Tuna) یک کشتی بود که طول آن ۱۵۳ فوت (۴۷ متر) بود. این کشتی در سال ۱۹۱۴ ساخته شد.